# Де Мойн
Вижте пояснителната страница за други значения на Де Мойн.
Де Мойн (на английски: Des Moines) е столицата и най-големият град на Айова, Съединени американски щати, и административен център на окръг Полк. Основан е през 1843 и е разположен при сливането на реките Де Мойн и Ракун. Населението му е 217 521 души (по приблизителна оценка за 2017 г.).

## Личности
Родени в Де Мойн
- Бил Брайсън (р. 1951), писател
- Стюарт Дейвис (р. 1971), музикант
- Джой Джордисън (р. 1975), музикант
- Крейг Джоунс (р. 1972), музикант
- Томас Диш (1940 – 2008), писател
- Шон Крахан (р. 1969), музикант
- Алън Нурс (1928 – 1992), лекар и писател на научна фантастика
- Индия Съмър (р. 1975), порнографска актриса
- Кори Тейлър (р. 1973), музикант
- Мик Томпсън (р. 1973), музикант
- Сид Уилсън (р. 1978), музикант
- Крис Фен (р. 1973), музикант
- Сюзън Фокс (р. 1952), писателка
- Джон Шорс (р. 1969), писател

Починали в Де Мойн
- Гордън Тълок (1922 – 2014), икономист

## Побратимени градове
- Кофу, Япония

## Други
- В Де Мойн е сформирана метъл групата Слипнот (1995).
- В Де Мойн е сформирана също рок групата Стоун Соур (1995).